# Daytona USA: C.C.E. Net Link Edition
Ne doit pas être confondu avec Daytona USA: Championship Circuit Edition ou Daytona USA: Circuit Edition.
Daytona USA C.C.E. Net Link Edition est un jeu vidéo de course de NASCAR sorti le 16 février 1998 exclusivement sur Saturn, uniquement en Amérique du Nord,. Le jeu a été développé par Sega AM2 et Sega AM3 et édité par Sega. Il fait partie de la série Daytona USA, dont il représente la quatrième et dernière adaptation sur Saturn.
Daytona USA C.C.E. Net Link Edition est également l'un des cinq jeux compatibles avec le Sega Net Link, le périphérique de la console permettant de jouer en ligne en Amérique du Nord.
N'ayant été distribué que sur la boutique en ligne de Sega alors que la console était en fin de vie, Daytona USA C.C.E. Net Link Edition est le jeu américain le plus rare et le plus cher sur Saturn.

## Système de jeu

### Généralités
Daytona USA: C.C.E. Net Link Edition est un jeu vidéo de course dans lequel les joueurs pilotent des voitures de catégorie stock-car ; la conduite est de type arcade, c'est-à-dire que la prise en main des véhicules est immédiate, au contraire des simulations dans lesquelles le réalisme prime. En dehors du premier circuit sur lequel les véhicules sont déjà élancés avant le signal, les départs sont arrêtés sur une grille ; jusqu'à 40 compétiteurs participent aux courses. Un compte à rebours débute au lancement de chacune d'elles ; lorsque les joueurs franchissent des étapes, appelées check points, une durée supplémentaire est accordée. La course se termine lorsqu'un joueur humain a franchi la ligne d'arrivée, où lorsque le compte à rebours est écoulé.
Le jeu peut être utilisé avec une manette classique, mais aussi avec l'Arcade Racer Joystick, le volant officiel de la console, ou avec le 3D Control Pad de NiGHTS into Dreams….

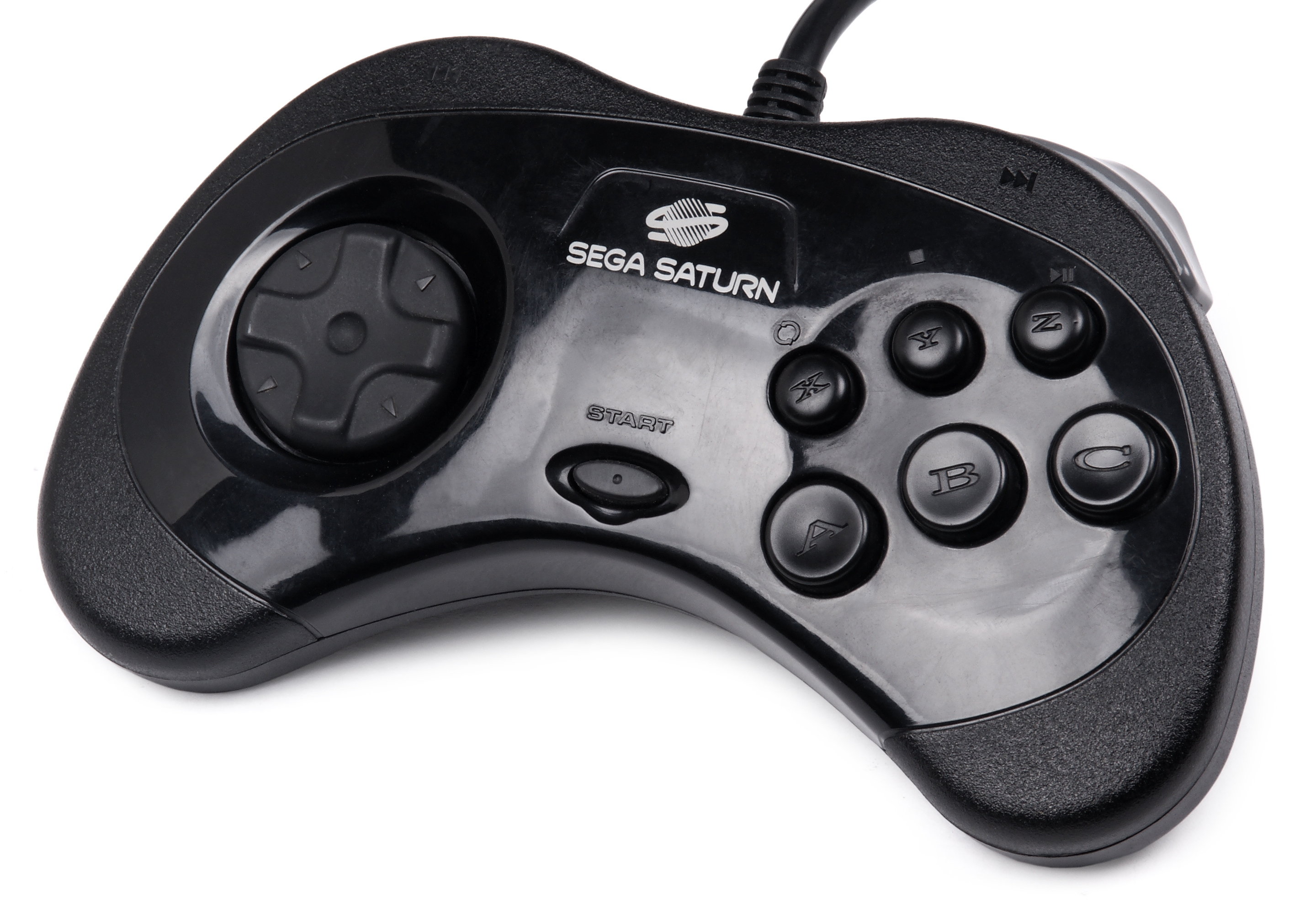
Le second modèle du Control Pad, une des manettes classiques de la console.
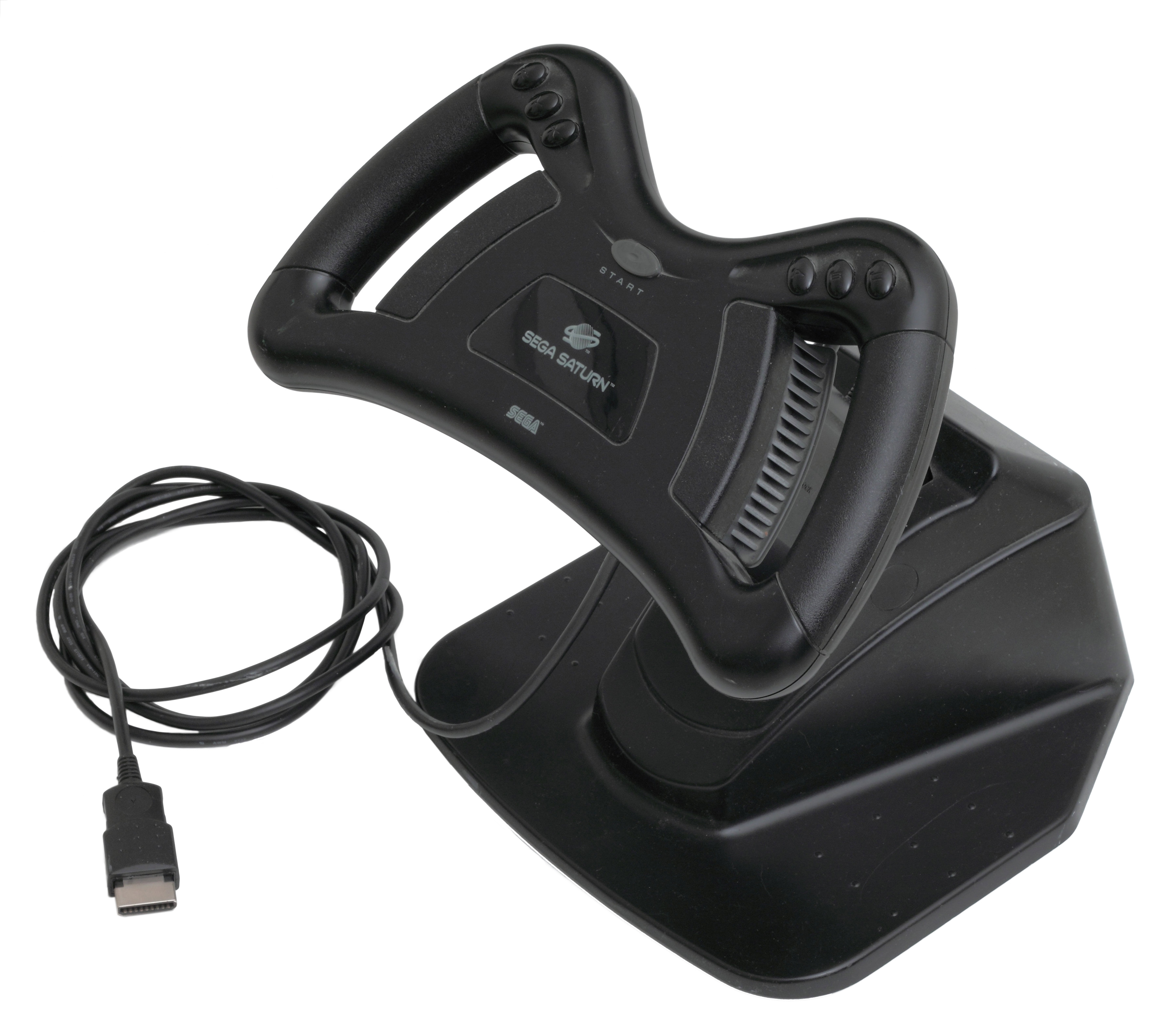
L'Arcade Racer Joystick, le volant officiel de la console.
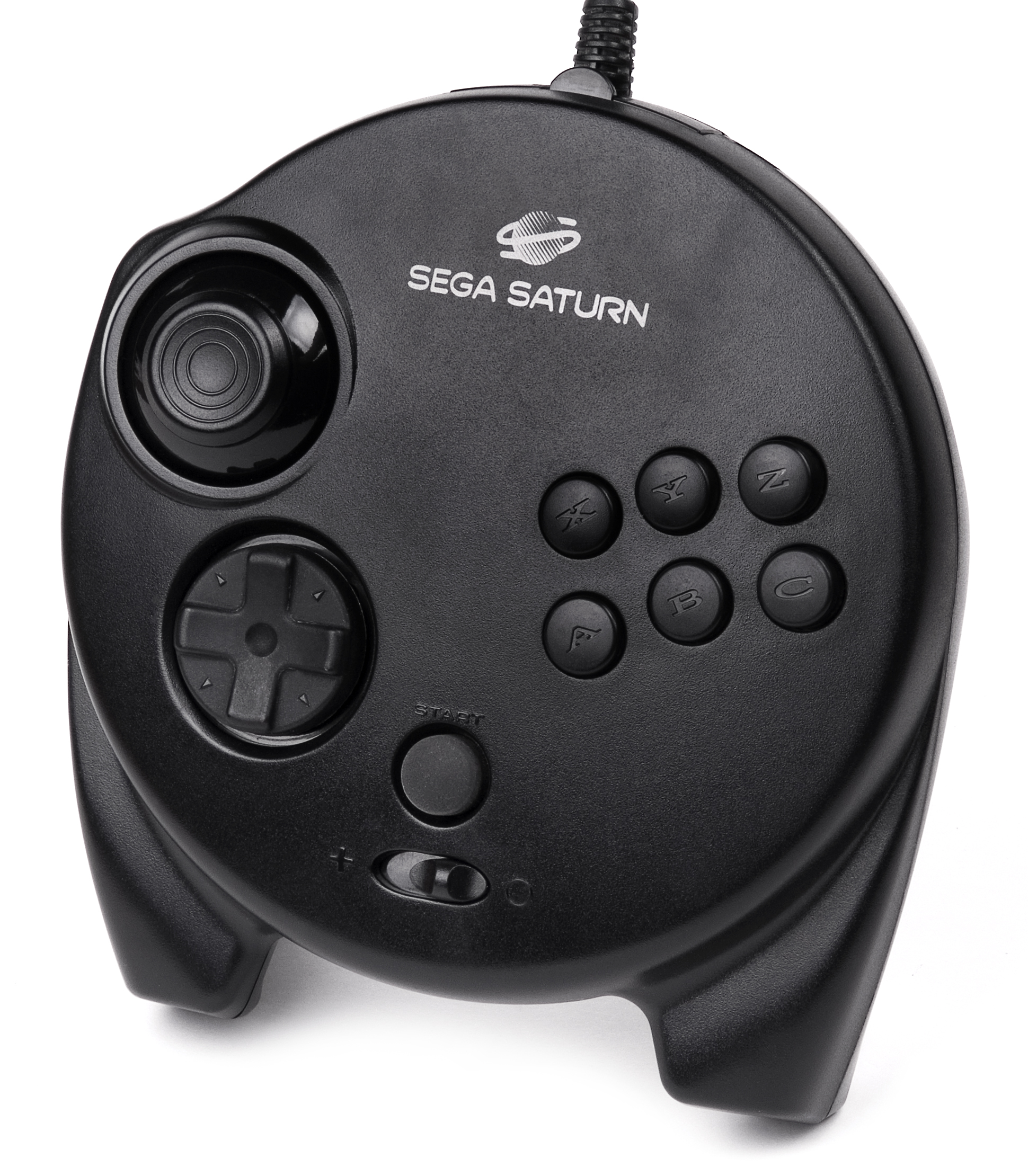
Le 3D Control Pad, la manette analogique de la console.

### Différences avecDaytona USA: Championship Circuit Edition

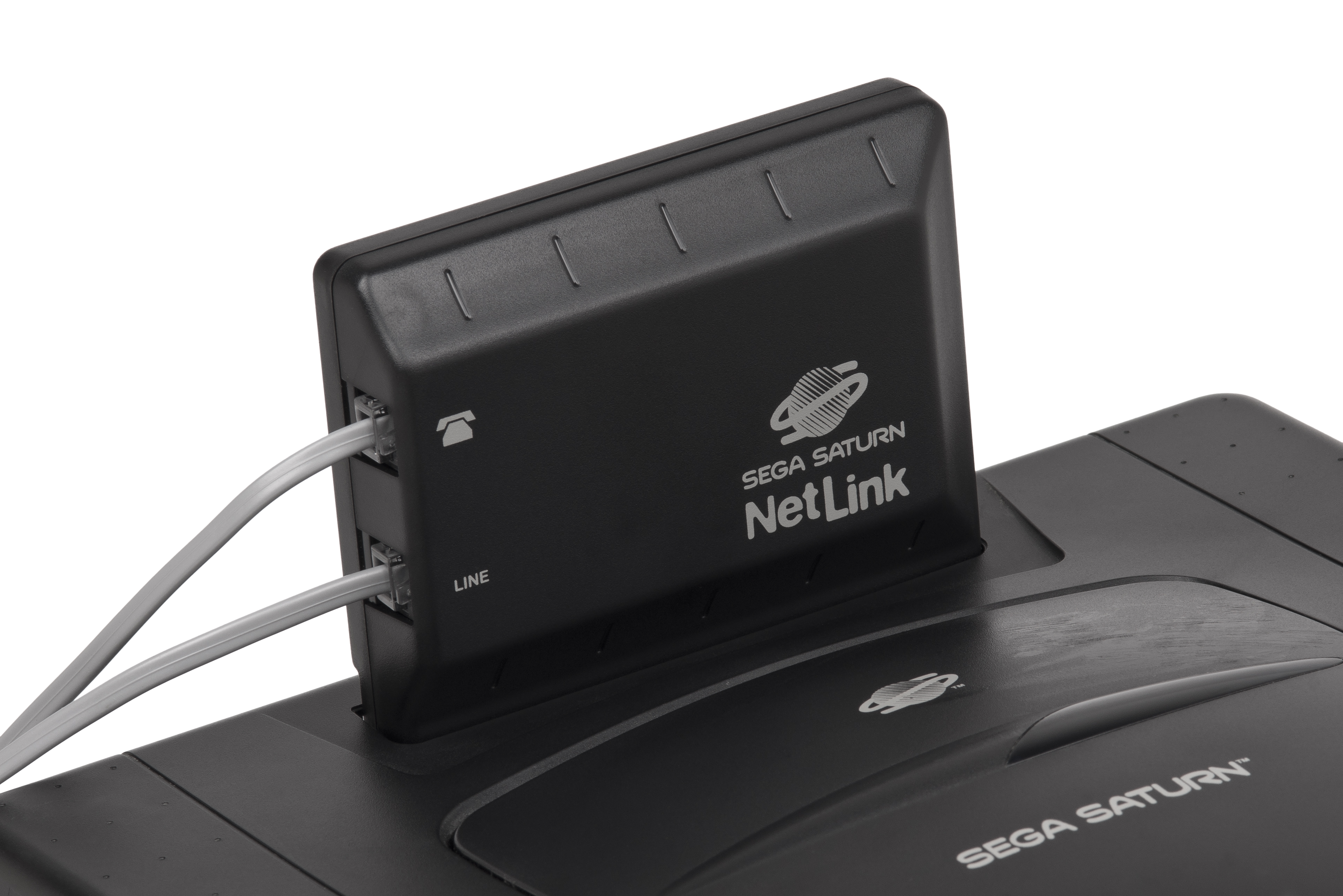
Le Sega Net Link.

Le jeu reprend le système de Daytona USA: Championship Circuit Edition et comprend des fonctions de jeu en ligne supplémentaires, possibles grâce au périphérique Sega Net Link.

## Réception

### Sortie
En plus de n'avoir été distribué qu'en Amérique du Nord, Daytona USA C.C.E. Net Link Edition n'a pas connu de sortie en magasin, Sega l'ayant uniquement proposé en vente sur sa boutique en ligne à partir du 16 février 1998,. Le jeu était présenté dans le même emballage que celui de Daytona USA: Championship Circuit Edition mais comportait un manuel d'instructions supplémentaire et dont la couverture était imprimée en noir et blanc, contrairement à celles de la plupart des autres manuels de jeux Saturn américains. Le CD-ROM comportait une inscription « not for resale ».

### Accueil
Malgré une sortie limitée au territoire nord-américain, Daytona USA C.C.E. Net Link Edition a été mieux perçu que Daytona USA: Championship Circuit Edition et Daytona USA: Circuit Edition, bien qu'assez similaire à ce dernier, qui n'est sorti qu'au Japon. Les corrections techniques et de maniabilité apportées, ainsi que les options supplémentaires, dont la possibilité de jouer en ligne, en font la version la plus aboutie du jeu sur Saturn.

### Postérité
Daytona USA C.C.E. Net Link Edition est considéré comme étant le jeu américain le plus rare, et donc le plus cher, de la Saturn, notamment en raison du fait qu'il n'a été distribué que sur la boutique en ligne de Sega alors que la console était en fin de vie,.
Bien que le service du Sega Net Link ait été interrompu en 2001, il est toujours possible d'utiliser les fonctions en ligne du jeu grâce à un accès à Internet à haut débit,,.